# Stenocercus pectinatus
Espèce
Synonymes
- Proctotretus pectinatus Duméril & Bibron, 1835
- Proctotretus splendidus Girard, 1857

Statut de conservation UICN

 LC  : Préoccupation mineure
Stenocercus pectinatus est une espèce de sauriens de la famille des Tropiduridae.

## Répartition
Cette espèce se rencontre :
- en Uruguay ;
- au Brésil ;
- en Argentine dans les provinces du Río Negro, de La Pampa, de Buenos Aires, de Córdoba, de San Luis et de Santa Fe.

## Publication originale
- Duméril & Bibron, 1835 : Erpétologie Générale ou Histoire Naturelle Complète des Reptiles, vol. 2. Librairie Encyclopédique de Roret, Paris, p. 1-680 (texte intégral).